# Strumigenys yaleopleura
Strumigenys yaleopleura är en myrart som beskrevs av Brown 1988. Strumigenys yaleopleura ingår i släktet Strumigenys och familjen myror. Inga underarter finns listade i Catalogue of Life.